# Time On Target
Time On Target (TOT), zu deutsch etwa „Zeitpunkt im Ziel“, ist ein Verfahren der Artillerie, bei dem die abgefeuerten Geschosse verschiedener Geschütze oder Batterien alle zur gleichen Zeit im Zielgebiet einschlagen, um durch Überraschung des Gegners die Wirkung zu erhöhen.

## Hintergrund
Beim Einsatz der Artillerie ist die ballistische Flugbahn der Geschosse, bedingt durch die aus Tarnungsgründen aufgelockerte Aufstellung der einzelnen Batterien oder Geschütze einer Feuerstellung, unterschiedlich, weshalb unter anderem die abgefeuerten Geschosse am Zielpunkt nicht gleichzeitig einschlagen. Dies bietet einem im Zielraum befindlichen Gegner die Möglichkeit, gewarnt durch das Einschlagen der ersten Geschosse, eine Deckung aufzusuchen oder sich aus dem Zielbereich zu entfernen. Dadurch wird die Effektivität des ausgeführten Feuerschlages vermindert, da wegen der größeren Zielfläche und -höhe die Wahrscheinlichkeit, dass ein stehender Mensch durch Artilleriesplitter getroffen wird, im Vergleich zu einer liegenden Person um das Drei- bis Vierfache höher ist. Bereits kleine Deckungen wie zum Beispiel Bordsteine, Gräben oder Ackerfurchen vermindern die Splitterwirkung zusätzlich.

## Verfahren
Die für Zielentfernung, Geschütztyp, Granatentyp und Treibladung spezifische Flugzeit eines Geschosses ist in der Schusstafel angegeben. Daraus werden die Zeitintervalle ermittelt, in denen in unterschiedlicher Entfernung zum Ziel befindliche Geschütze abgefeuert werden müssen, damit ihre Granaten gleichzeitig im Ziel einschlagen. Heute wird diese aufwendige Berechnung von digitalisierten Feuerleitrechnern in kürzester Zeit durchgeführt und diese Information üblicherweise per Datenfunk an die beteiligten Geschütze weitergegeben.
Eine Weiterentwicklung aus dem TOT-Verfahren kann mit modernen Artilleriesystemen wie zum Beispiel der Panzerhaubitze 2000 umgesetzt werden, bei denen neben der Richtanlage auch die Ladeanlage teilautomatisiert ist und so eine schnelle Schussabfolge möglich ist. Aus einem einzelnen Geschütz können dann durch verschiedene Kombinationen von Rohrerhöhungen und Treibladungen bis zu sechs Geschosse auf verschiedenen Flugbahnen abgefeuert werden, die ungefähr gleichzeitig am Zielpunkt einschlagen (MRSI, Multiple Rounds Simultaneous Impact). Der erste Schuss wird dabei mit der steilsten Rohrerhöhung, also mit der längsten Flugbahn und damit der längsten Geschossflugzeit, geschossen. Je nach Zielentfernung können dann noch mehrere flachere Flugbahnen mit jeweils kürzerer Geschossflugzeit hinzukommen.
Somit könnte zum Beispiel eine Batterie aus acht Panzerhaubitzen bei Nutzung des TOT-Verfahrens in wenig mehr als einer Minute 48 Geschosse abfeuern und noch vor dem Einschlag aller Geschosse am Zielpunkt den Feuerstellungsraum wieder verlassen. Durch diesen schnell geführten Feuerkampf und das ebenso schnelle Verlassen der Feuerstellung kann die Gefahr der Aufklärung der Geschütze durch gegnerische Artillerieradarsysteme und nachfolgendes Gegenfeuer vermieden werden.

## Geschichte
Bereits während des Ersten Weltkrieges wurde bei den bis ins Detail ausgearbeiteten Feuerplänen der letzten Kriegsphase verstärkt darauf geachtet, die Wirkung der beteiligten Artillerie zu synchronisieren. Im Zweiten Weltkrieg war die Zusammenfassung des Feuers mehrerer Einheiten in Zeit und Raum auch im Bewegungskrieg geübte Praxis. Besonders der US Army gelang es durch ihr zentralisiertes System der Feuerleitung, ihre Artillerie flexibel und konzentriert gegen wechselnde Ziele einzusetzen. Mit der Einführung elektronischer Feuerleitrechner ist der Vorgang automatisiert und damit weiter beschleunigt worden.